# Kinofon

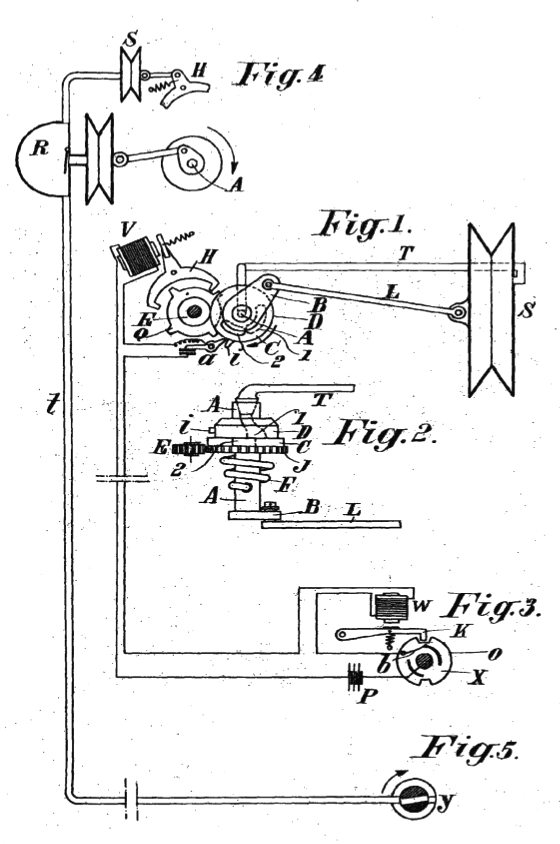
Rysunek techniczny kinofonu Prószyńskiego z angielskiego patentu z roku 1908

Kinofon – aparat synchronizujący fonograf z projektorem, służący do tworzenia filmów z dźwiękiem, skonstruowany w 1907 roku przez polskiego wynalazcę, Kazimierza Prószyńskiego.

## Historia
Kazimierz Prószyński opracował projekt urządzenia oraz zbudował je w 1906 roku po szeregu udoskonaleń pleografu. Na przełomie XIX oraz XX wieku filmy były nieme i udźwiękawiano je odtwarzając muzykę z gramofonu lub grając ją na fortepianie. Podczas projekcji w kinach do filmów przygrywali pianiści. Wielu konstruktorów w początku XX wieku podejmowało próby udźwiękowienia filmu. Również Kazimierz Prószyński opracował własnej konstrukcji urządzenie, które miało rozwiązać ten problem. Efektem jego pracy na tym polu był kinofon, który wynalazca zgłosił w 1907 roku do niemieckiego urzędu patentowego w Berlinie pod nazwą „Aparat do zapewnienia współbiegu kinematografów i maszyn mówiących”. Po dokonaniu niewielkich przeróbek urządzenie to zostało opatentowane przez Prószyńskiego rok później w Londynie oraz w Paryżu.
Synchronizator ten wykorzystał później w kinematografie swojej konstrukcji – udoskonalonym pleografie, który przekształcił w kinematograf dźwiękowy. W angielskiej firmie Warwick w Londynie zrealizował nim dwa filmy dźwiękowe w 1911 roku. Według rosyjskiego czasopisma „Wiestnik kinematografa” działanie urządzenia Kazimierz Prószyński zaprezentował 1 września 1913 roku w Warszawie na I Wystawie Technicznej. Prószyński nie zadbał o komercyjne wykorzystanie swojego wynalazku, ponieważ priorytetowo traktował obraz, a dźwięk w filmie uważał za dodatek. Wiedział również, że solidne opracowanie tego zagadnienia w praktyce wymaga dużego przygotowania, bardziej szczegółowej wiedzy z tej dziedziny oraz znacznych nakładów finansowych. 

## Sposób działania
Kinofon był urządzeniem sprzęgającym kinematograf z fonografem. Oś kinematografu połączona była z pompą powietrzną, której ujście regulowane było przez fonograf, w zależności od wersji, za pośrednictwem przekaźnika elektrycznego, pneumatycznego lub mechanicznego. Oba urządzenia działały współzależnie. Gdy traciły one synchronizację względem siebie, wtedy pompa zwalniała kinematograf lub go przyspieszała. Zawór pneumatyczny wypuszczający powietrze podzielony był na dwie części, z których pierwsza była regulowana przez jedno urządzenie, a druga przez następne.
Konstrukcja wywołała duży oddźwięk wśród fachowców przyczyniając się do upowszechnienia rozwiązań technicznych z dziedziny inżynierii dźwięku z zastosowaniem sprężonego powietrza. Niektóre rozwiązania techniczne Prószyńskiego miał podobno wykorzystać Thomas Edison, który w 1912 roku ogłosił swój własny pomysł łączący kinematograf z fonografem.

## Filmy z zastosowaniem kinofonu
Prószyński zrealizował kilka filmów z zastosowaniem kinofonu w tym dwa fabularne z 1912 roku Ave Maria oraz Łagodzący wpływ muzyki na nerwy, które oprócz muzyki zawierały również rozmowy oraz efekty dźwiękowe.